# Ngói

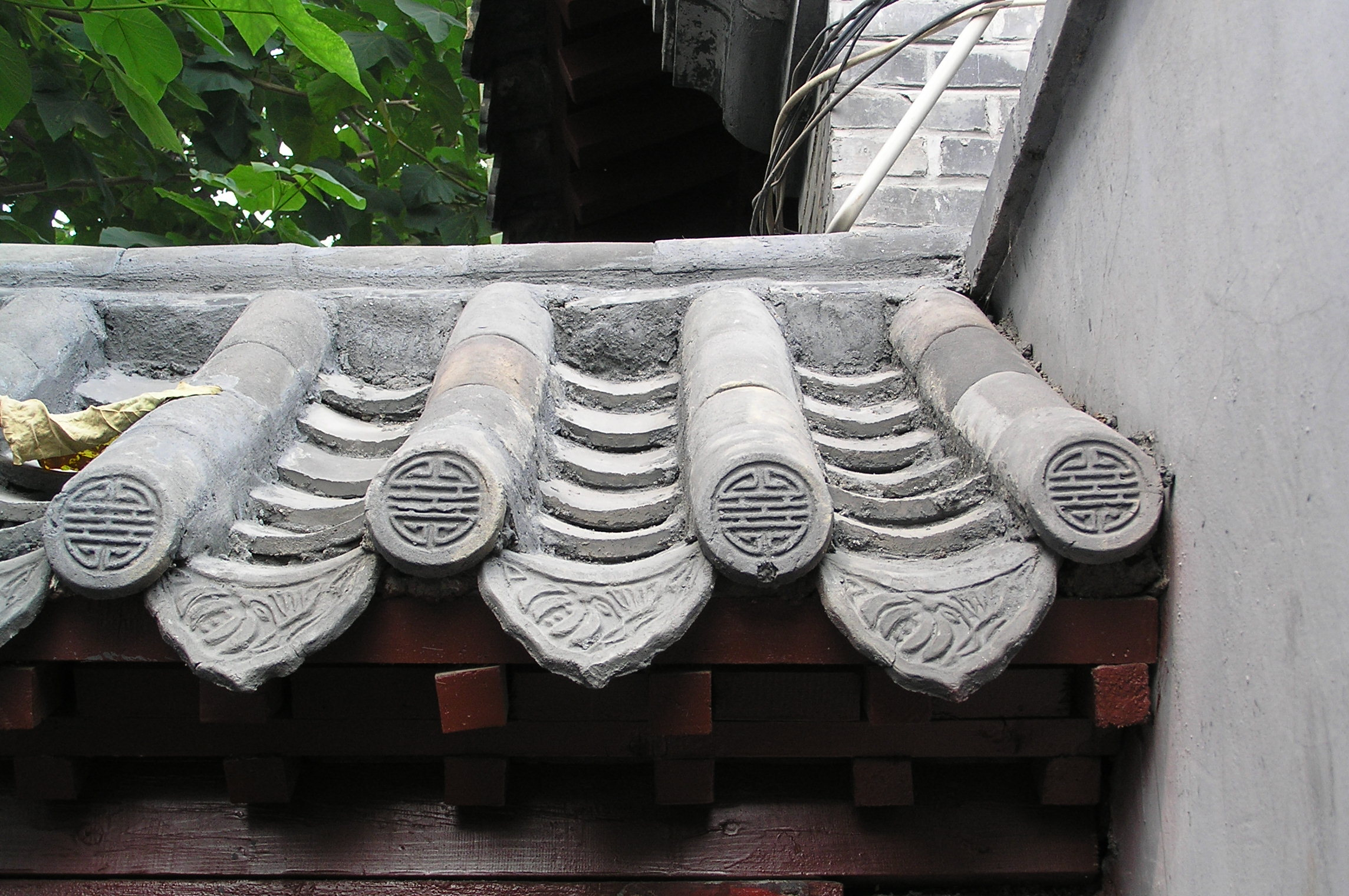
Mái ngói ở một ngôi nhà cổ ở Bắc Kinh, Trung Quốc

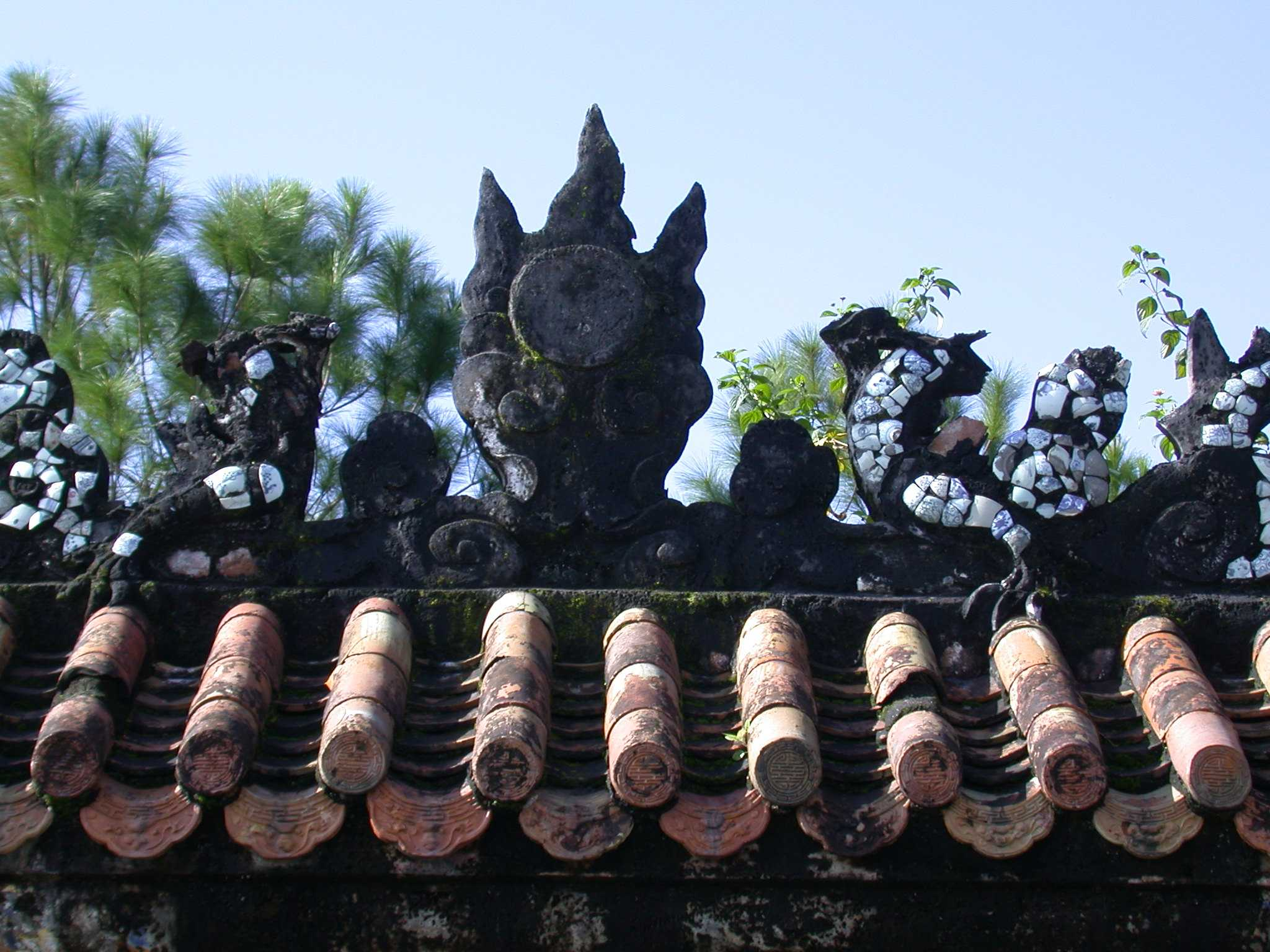
Ngói lợp ở bình phong Khu Lăng Thiệu Trị, Huế

Ngói là loại vật liệu được thường sử dụng để lợp mái các công trình xây dựng. Tùy theo cách thức chế tạo, phương pháp sản xuất, nguyên liệu sản xuất, công nghệ sản xuất hoặc phạm vi sử dụng để có thể phân thành nhiều loại và nhiều tên gọi khác nhau.

## Từ nguyên
Từ ngói là một từ Hán Việt cổ, bắt nguồn từ cách phát âm trong tiếng Hán thượng cổ của một từ tiếng Hán được viết bằng chữ Hán là “瓦”. Chữ Hán “瓦” có âm Hán Việt tiêu chuẩn hiện đại là ngoã. William H. Baxter và Laurent Sagart phục nguyên cách phát âm trong tiếng Hán thượng cổ của từ “瓦” là *C.ŋʷˤra[j]ʔ.

## Phân loại ngói lợp

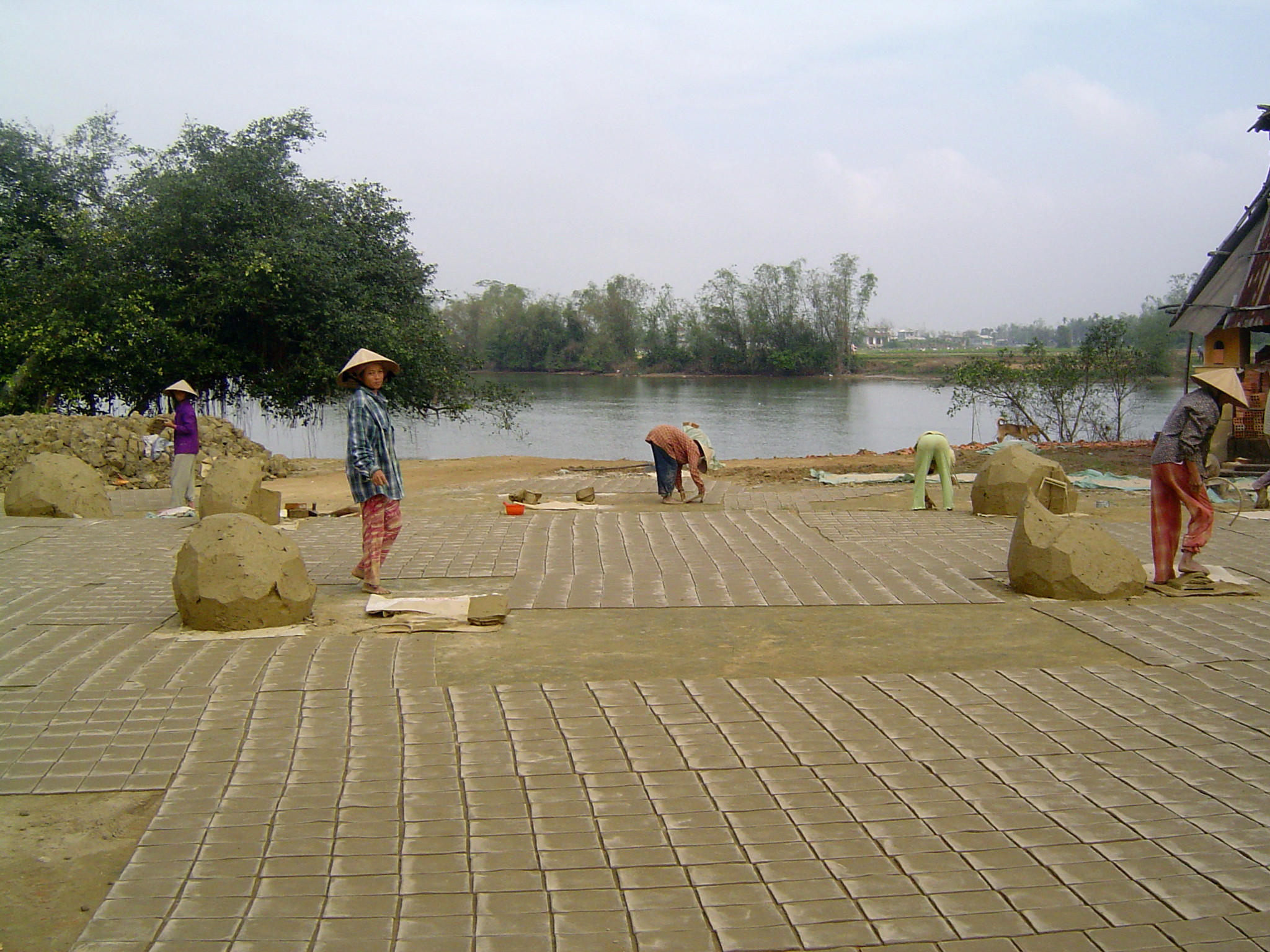
Làng sản xuất ngói liệt thủ công Nam Thanh, Huế

### Ngói đất nung
Được chế tạo chủ yếu từ đất sét, qua các công đoạn phức tạp như ủ đất, cán, nhào, đùn ép, hút khí... để tạo thành những tấm nhỏ (galet). Sau quá trình phơi ủ sẽ chuyển sang tạo hình bằng phương pháp dập dẻo. Tùy theo hình dáng và vị trí sử dụng của sản phẩm cuối cùng, ngói được đặt những tên gọi khác nhau.
Ngói mộc được sấy tự nhiên hoặc cưỡng bức đến một độ ẩm cần thiết. Sản phẩm ngói mộc sau khi khô có thể tráng men hoặc không tráng men, được xếp vào lò nung. Dưới tác dụng của nhiệt, thông thường khoảng 1000 °C –1150 °C, đất sét kết khối, rắn chắc lại nên có độ hút nước thấp và hình dáng ổn định.
Một số công nghệ có thể thêm thiết bị, ngược lại một số lại bỏ bớt một vài công đoạn, tất cả đều có ảnh hưởng đến chất lượng sản phẩm.
Có thể nung ngói trong các lò thủ công hoặc lò tự động, lò liên tục hay gián đoạn. Ngói không tráng men chỉ cần nung 1 lần, riêng ngói tráng men có thể nung 1 hoặc 2 lần.

#### Ngói đất nung không tráng men (ngói đất truyền thống)
- Ngói 22 v/m². Đây là loại ngói tuy không có tên gọi cụ thể nhưng là loại thông dụng nhất.
- Ngói 20 v/m².
- Ngói 10 v/m².
- Ngói vảy cá, vảy rồng.
- Ngói con sò.
- Ngói hếch còn gọi là ngói mũi hài đơn (và kép).
- Ngói liệt: còn gọi là ngói ván hoặc ngói bằng.
- Ngói âm.
- Ngói dương.
- Ngói chữ S.
- Ngói ống (hay ngói tiểu) – Ngói câu đầu.
- Ngói úp nóc, ngói chạc 3, chạc 4, ngói đuôi, ngói rìa...

#### Ngói đất nung tráng men
- Ngói tráng men: Các loại ngói đất nếu được phủ men gốm thông thường, sau khi nung xong được gọi là ngói tráng men.
- Ngói lưu ly: Các loại ngói âm, dương, ống, câu đầu, trích thủy, liệt nếu được tráng men thanh lưu ly(青琉璃), hoàng lưu ly(黃琉璃) hoặc bích lưu ly(碧琉璃) thì được gọi là ngói lưu ly.
- Ngói vỏ quế, tên chữ là ngói la-qua (羅堝瓦): là loại ngói ống tráng men nhưng nhỏ và dài hơn, không có chuôi ngói như ở ngói lưu ly

#### Ngói trang trí
Một số loại ngói trên được chế tạo với kích thước nhỏ, có thể tráng men hoặc không dùng để dán trên mái đã được đúc sẵn (thường là mái betông) được gọi là ngói trang trí vì chúng không có tác dụng chính là lợp (chống mưa nắng).

### Ngói xi măng, ngói không nung hay ngói màu
Được chế tạo bởi vữa xi măng và sơn phủ bột màu. Vữa xi măng sau khi trộn được đổ vào khuôn kim loại, được nén chặt bằng búa gỗ (sản xuất thủ công) hoặc rung bằng máy (sản xuất công nghiệp). Sau đó chuyển sang công đoạn bảo dưỡng trong một thời gian nhất định.
Hiện nay, tại Việt Nam, các nhà sản xuất sử dụng hai loại công nghệ chính cho việc sơn phủ lên ngói xi măng: công nghệ khô và công nghệ ướt.
Với công nghệ phủ màu khô: Sơn acrylic được phun lên bề mặt ngói trong trạng thái khô sau khi sấy. Tiến trình này đơn giản như sơn nhà và việc chọn lựa màu sắc phun cho ngói cũng rất dễ dàng. Tuy nhiên, công nghệ này không đáp ứng được nhu cầu về độ bền của màu sắc cho sản phẩm. Sự gắn kết lỏng lẻo giữa lớp sơn acrylic và bề mặt ngói sẽ sớm bị bong tróc theo thời gian. Hơn thế nữa, màu sắc sẽ rất chóng phai do sơn acrylic có tính nhạy cảm cao với tia cực tím.
Trái ngược với công nghệ nêu trên là công nghệ phủ màu ướt WET on WET hiện đang được các nhà sản xuất ngói bê tông hàng đầu thế giới áp dụng. Công nghệ ướt nổi bật ở chỗ bột màu được hoà lẫn với vữa hồ và phun trực tiếp lên bề mặt viên ngói còn ướt, ngay sau khi ngói vừa được định dạng, nhằm tạo ra mối liên kết chặt chẽ giữa lớp màu sơn và bề mặt ngói. Thực tế kiểm nghiệm cho thấy với công nghệ này, màu sắc ngói được giữ lâu bền hơn so với ngói màu làm từ công nghệ khô.

### Ngói composite
Một số nơi còn dùng ngói composite vì nó có hệ số giãn nở nhiệt tương thích khí hậu vùng đó, điều mà các loại ngói xi măng hay ngói đất nung không thể đáp ứng.

### Ngói Ác - đoa
Ngói Ác - đoa (Ardoise): là loại ngói khai thác từ đá trầm tích của Pháp, có màu đen nhánh như than đá, hình dáng như kiểu ngói mũi hài hoặc có hình chữ nhật.

## Một số kiểu lợp ngói

### Kiểu lợp ngói xi măng
1. Lắp đặt cây mè sao cho khoảng cách giữa các cây mè đều nhau và nằm trong khoảng 320 – 340 mm. Riêng cây mè dưới cùng phải cách điềm mái 345 mm và cặp 2 cây mè trên nóc cách nhau chừng 40 – 60 mm.
2. Đặt lần lượt từng viên ngói vào khung theo chiều hướng lên từ hàng thấp nhất.
3. Lắp vít vào ngói để giữ viên ngói ổn định tại mỗi 2 hàng.
4. Không trám vữa vào khoảng trống rìa cũng như không tạo những lỗ nhỏ với đường kính 6mm tại rãnh thoát nước trên viên ngói dọc theo chiều dài rìa.
5. Cắt ngói dọc hông sao cho rãnh của chúng càng nhỏ càng tốt. Không trét vữa phủ lên khoảng trống hông mái và không cần tạo lỗ dọc theo hông mái.
6. Phải dùng miếng xốp hay giẻ khô để làm sạch vết vữa xi-măng trên ngói chính và ngói nóc khi vữa có màu trắng (vữa khô).
7. Sơn phủ vữa bằng sơn lên vữa dọc theo nóc và hông mái, đồng thời không là sơn rớt lên ngói chính và ngói nóc.
8. Khoảng cách ngói tại khe mái khoảng chừng 30-50mm và dùng sơn để sơn tại gờ viên ngói được cắt.
9. Không dùng vữa gắn giữa 2 viên ngói nóc, tại giữa ngói nóc với ngói hông mái và xung quanh khe mái bằng mọi cách.

### Kiểu lợp thông thường
Trên một mái đã được lắp đặt gỗ hoàn chỉnh, người thợ tính chỉ cần đặt những viên ngói sát nhau hoặc chồng lên nhau theo các gờ chỉ đã được định hình trên viên ngói. Tại các vị trí như nóc, bờ quyết hoặc các chỗ giao của mái, người ta có thể dùng ngói úp nóc, ngói chạc 3, chạc 4 để úp vào và dán lại bằng hồ vữa xi măng.
Một số vùng hay có gió bão, người ta phải xâu dây thép vào những lỗ đã được đục sẵn trên viên ngói và cố định chúng bằng cách buộc vào phần gỗ hoặc sắt bên dưới.

### Kiểu lợpngói lưu ly

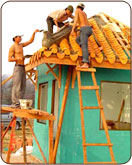
Lợp ngói lưu ly.

#### Một số thuật ngữ
- Nê ngõa tượng cục: xưởng chuyên sản xuất gạch ngói.
- Nê ngõa tượng: thợ lợp ngói.
- Ngõa Tượng (nghĩa đen là thợ ngói): là một cựu tích được lưu lại qua địa danh Ngõa Tượng, là tên gọi một xóm nhỏ nằm giữa hai làng La Khê và Địa Linh, thuộc xã Hương Vinh, thị xã Hương Trà, thành phố  Huế, nơi có nhiều người làm nghề này.
- Ngày nay, người ta dùng thuật ngữ nghệ nhân hoặc thợ chính, thợ kép... để chỉ những người thợ có khả năng lợp ngói lưu ly.

Ví dụ: Trương Văn Ấn được phong là nghệ nhân nề ngoã, gia đình ông đã có 7 đời làm nghề này.

#### Gầy nóc (hay còn gọi là gầy mái)
Trên một mái đã được lắp đặt gỗ hoàn chỉnh, người thợ tính toán để đặt những viên ngói đầu tiên tại nóc và khoá chặt chúng bằng hồ vữa truyền thống hoặc vữa xi măng. Thực chất chính là thao tác sắp xếp, định vị và liên kết các viên ngói tại vị trí góc trên của mái (bờ nóc, bờ quyết)cho công đoạn lợp mái sau này. Trong quá trình gầy mái, ngoài việc định vị, sắp xếp các ngói theo quy cách truyền thống, người thợ còn phải căn chỉnh cho các viên ngói được nằm trên cùng một mặt phẳng, tạo bằng vữa lợp và ngói liệt không men. Dùng hồ vữa truyền thống hoặc vữa xi măng để hoàn thiện bờ nóc, bờ quyết.
Trên đây là những công đoạn khó khăn nhất, đòi hỏi kỹ thuật cao và chiếm nhiều thời gian nhất, bởi những viên đầu tiên sẽ làm căn cứ hay làm chuẩn để lợp ngói phần mái còn lại. Dựa theo hàng ngói đã được định vị ở bờ nóc, bờ quyết, các viên ngói âm dương tiếp tục được xếp dần từ trên xuống dưới. Viên cuối cùng được khóa lại, và cũng để trang trí bằng các viên ngói câu đầu và trích thủy.

#### Lắp dựng con giống

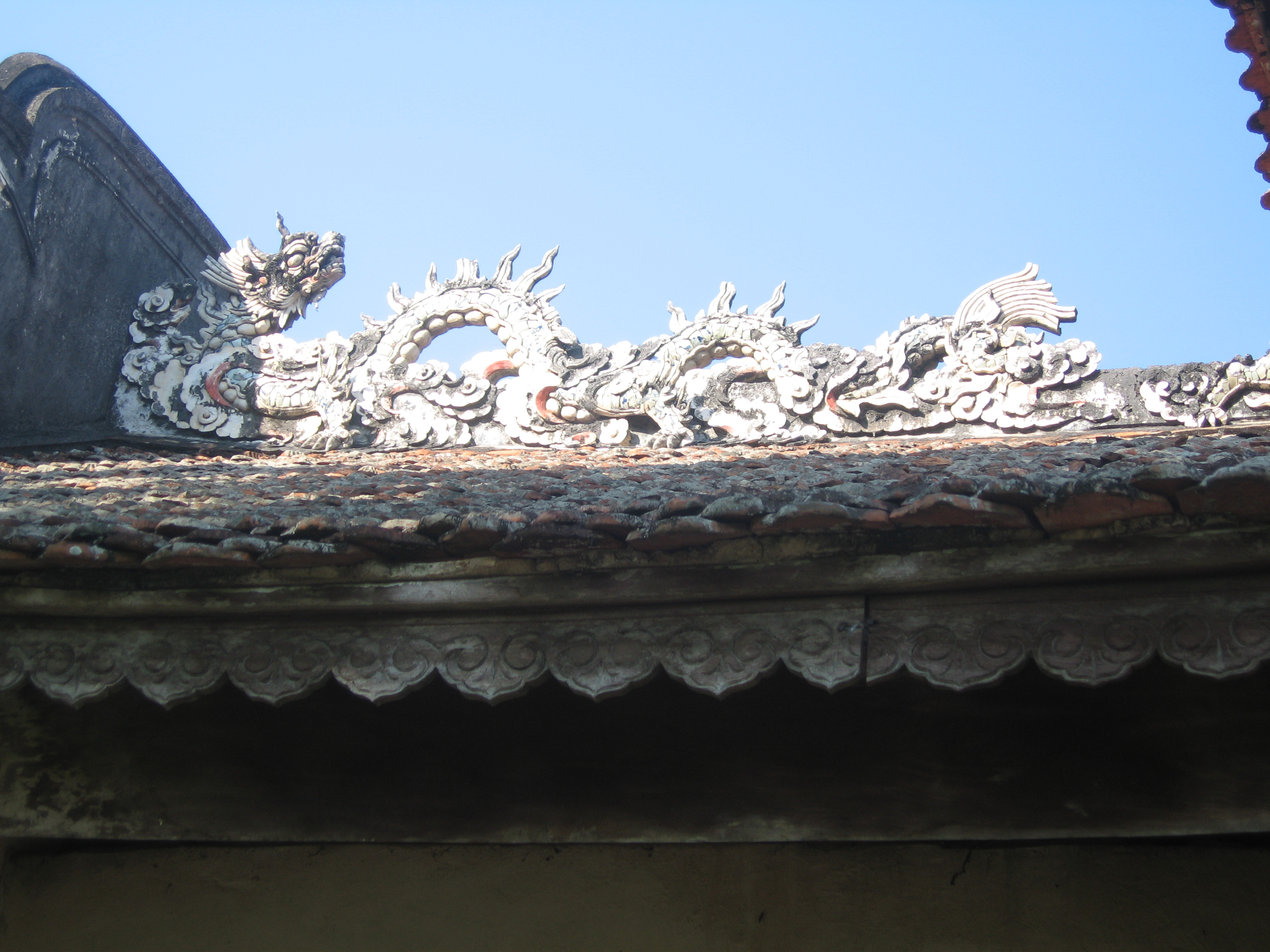
Rồng trên đỉnh mái chùa Trăm gian - Hải Dương

Các con giống như rồng, phụng, tứ linh... hoặc các hình khối trang trí khác có thông thường được chế tạo từ trước được vận chuyển và lắp dựng tại những vị trí cần thiết như đỉnh nóc, đầu hồi...

#### Lợp ngói liệt chiếu
Liệt chiếu là loại ngói liệt được phủ men toàn bộ một mặt ngói; khi lợp, phần men hướng xuống dưới. Ngói liệt chiếu có tác dụng làm thành một mặt phẳng để dán các loại ngói khác lên trên; mặt men hướng xuống dưới để làm đẹp cho mái khi nhìn từ dưới lên.
Theo chiều dốc mái từ trên xuống, cứ cách khoảng vài lối ngói liệt chiếu, người ta phải đóng thêm những thanh gỗ nhỏ, dài (gọi là lách chặn) để ngăn chặn sự trượt của mái ngói, nếu mái càng dốc, số lượng lách chặn phải tăng.
Kích thước cơ bản là: 180 mm × 140 mm.

#### Lợp ngói liệt độn hay liệt thí
Là loại ngói liệt không men, được dán trên lớp liệt chiếu, có thể từ 1 đến 3 lớp. Tác dụng của nó là khoá chặt lớp liệt chiếu, tạo mặt phẳng (hơn) để dán các loại ngói khác lên trên.

#### Lợp mái ngói chính
Mái ngói âm dương (Ngói lưu ly)

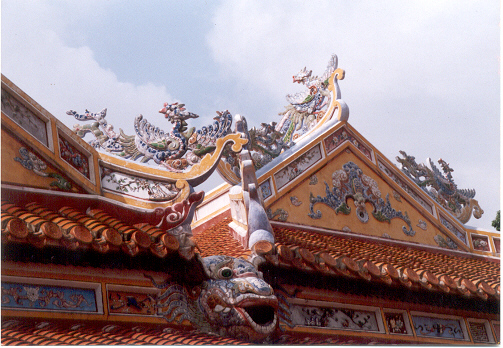
Ngói mới được trùng tu tại Thành Huế

Từ ngàn xưa thì ngói âm dương đã gắn liền với các công trình kiến trúc của Việt Nam. Bạn có thể dễ dàng bắt gặp bất cứ nơi đâu trên đất Việt, từ phố cổ Hội An với những ngôi nhà cổ kính, hay những mái nhà quen thuộc nơi phố xá hay làng quê. Ngói âm dương ra đời tại Việt Nam là một thành quả, một sự sáng tạo của con người trong suốt quá trình lao động miệt mài. Đây là thành quả đáng trân trọng trong lĩnh vực kiến trúc xây dựng. Nó được sử dụng khá phổ biến trên khắp vùng miền chữ S này. Mái ngói cùng đường nét hoa văn chạm khắc nâng niu được xuất hiện từ các tỉnh miền núi phía Bắc, đến miền Trung, miền Nam. Chính mái ngói đã khiến ngôi nhà mang một vẻ đẹp hoài cổ, sang trọng, trở thành một nét đẹp văn hóa trong bản sắc người Việt.
Ngói âm và ngói dương có hình như là một phần của hình chóp cụt bị cắt bởi một mặt phẳng song song trục tâm, nó có một đầu lớn và một đầu bé. Ngói dương là ngói được tráng men một phần ở mặt lồi, còn ngói âm là ngói được tráng men một phần ở mặt lõm.
Kích thước cơ bản (đầu lớn nhất - đầu bé nhất - chiều dài viên ngói) là: 240-220-240 hoặc 210-190-210 mm. Chưa thấy có tài liệu nào nói về bán kính cong của loại ngói này.
Khi lợp ngói, các viên hàng trên lợp trùm lên 2/3 viên ở ngay hàng sát dưới. Ngói âm lợp dưới, ngói dương lợp úp lên trên khe tạo bởi hai viên ngói âm trên cùng hàng ngang để làm kín nước. Trọng lượng của 1 m² ngói âm dương từ 160–180 kg trong trường hợp ngói hoàn toàn khô.
Liên kết giữa ngói âm và ngói dương là lớp vôi vữa truyền thống hoặc vữa xi măng thông thường. Nếu chất lượng ngói và kỹ thuật lợp không tốt, đặc biệt vào mùa mưa ở Huế, trọng lượng mái thường tăng do độ hút nước của ngói, điều này có thể làm ảnh hưởng đến hệ khung kết cấu công trình. Kinh nghiệm của thợ lợp để mái khỏi bị dột vào mùa mưa là làm sao tạo một độ rỗng nhất định phía dưới viên ngói dương. Ở hàng ngói cuối cùng (tính từ trên xuống), người ta sử dụng ngói câu đầu (鉤頭瓦) hoặc trích thủy (滴水瓦) để tăng độ thẩm mỹ của mái ngói.
Trong xây dựng, đối với các lớp ngói hoàn thiện trên cùng, cần có chú trọng đặc biệt về đường phân thủy và số lượng hàng ngói đếm theo chiều dọc công trình. Số lượng trung bình số viên ngói (cả âm và dương) cho 1 m² mái lợp là 84 viên khi lợp theo đúng công nghệ truyền thống.
Ngói âm dương với ưu điểm độ bền cao, cấu trúc thiết kế lợp đặc biệt mang đến sự thoáng mát vào mùa hè ấm áp vào mùa đông thường được sử dụng cho các công trình hành chính nhà nước hoặc nhà tầng lớp cao, quan lại, kiến trúc tôn giáo.
Mái ngói âm ống
Gọi là mái ngói âm ống vì dùng hai loại ngói: ngói âm (tương tự trên) và ngói ống. Ngói ống là loại ngói có hình ống hai bậc hoặc hình chóp cụt bị cắt bởi mặt phẳng trùng với tâm ống, và được tráng men một phần của mặt lồi.
Kích thước cơ bản (chiều dài toàn bộ - chiều dài hữu ích - đường kính lớn nhất) là: 300-240-170 hoặc 230-180-120 mm.
Về cách lợp, có thể nói tương tự kiểu lợp ngói âm dương. Tuy nhiên vì kích thước viên ngói ống có khác so với ngói dương nên số lượng ngói khác nhau.
Ở hàng ngói cuối cùng (tính từ trên xuống), người ta sử dụng ngói câu đầu hoặc trích thủy để tăng độ thẩm mỹ của mái ngói.
Mái ngói liệt men

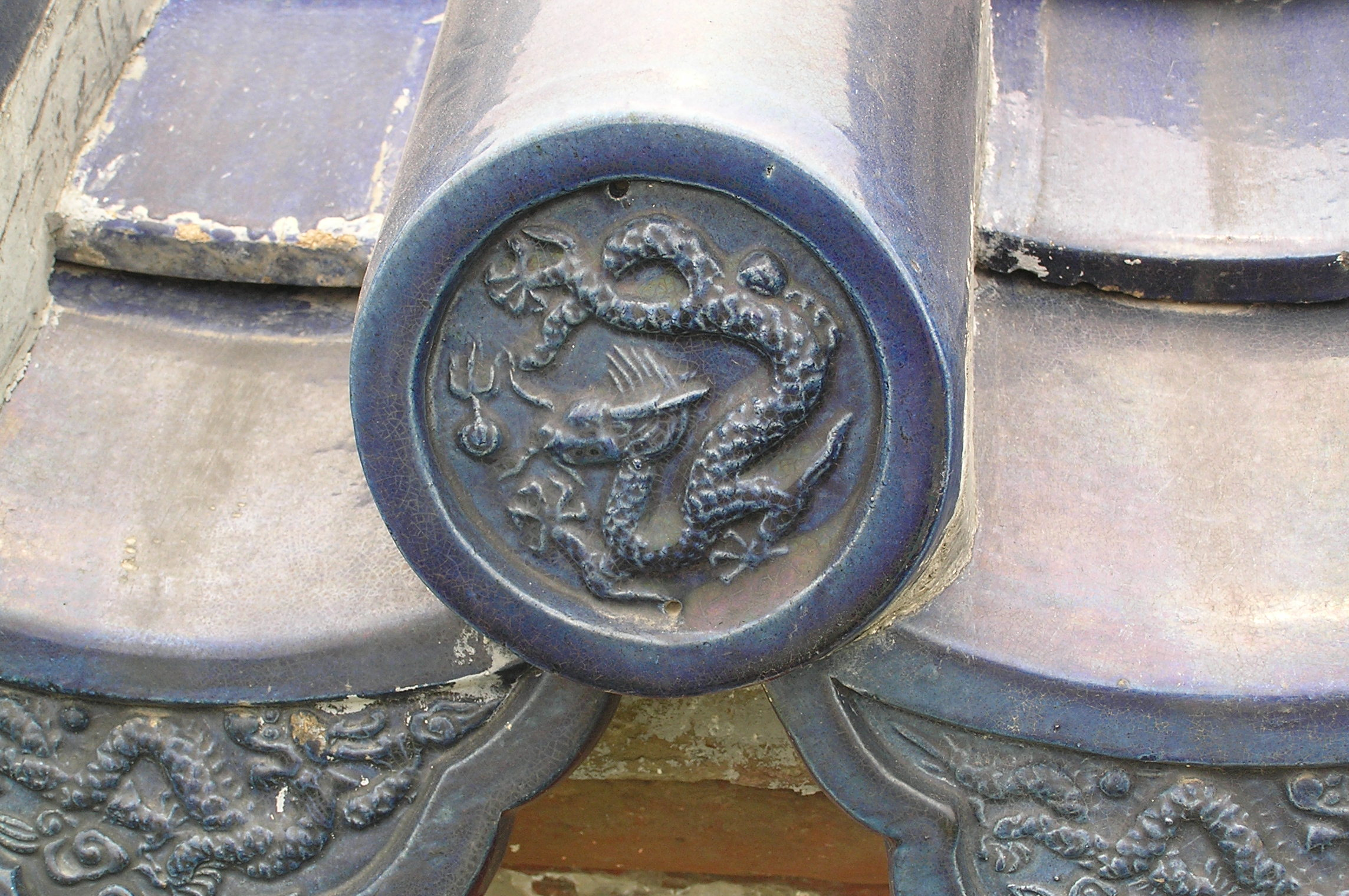
Chi tiết ngói lợp tại Thiên Đàn (天壇), Bắc Kinh, Trung Quốc

Gọi là mái ngói liệt men là do dùng lớp ngói liệt tráng men. Khác với ngói liệt chiếu, viên ngói liệt này chỉ được tráng men một phần trên bề mặt.
Kích thước cơ bản (chiều dài - chiều dài hữu ích - chiều rộng) là: 180-10-180 mm.
Khi lợp, các viên ngói được đan cài nhau theo kiểu lòn ba hoặc lòn tư (lóng ba, lóng tư).

### Một số kiểu đặc biệt khác
Với một mái đã được đúc bêtông, người ta có thể tạo hình mái ngói bằng hồ vữa hoặc dán lên bất cứ loại ngói nào người ta yêu thích và có thể gọi đó là mái ngói giả hay mái giả ngói hay giả mái ngói...
Trong trường hợp này, ngói có chức năng trang trí là chủ yếu. Chức năng bao che chống mưa nắng chỉ còn là yếu tố phụ